# Magdalena Ochsenheimer
Magdalena Ochsenheimer geb. Veigel (* um 1770 vermutlich in Frankfurt am Main, † nach 1834 vermutlich in Wien) war eine deutsche Theaterschauspielerin und Sängerin.

## Leben
Ochsenheimer war eine wertvolle schauspielerische Kraft. Sie war gleichzeitig mit ihrem Ehemann Ferdinand Ochsenheimer von 1797 bis 1807 Mitglied der Theatergesellschaft unter Franz Seconda und hatte in Leipzig und Dresden namhafte Erfolge aufzuweisen. Ochsenheimer wirkte als Sängerin im Rollenfach der Soubrette. 1807 wurde sie an das Wiener Hofburgtheater engagiert, wo sie jedoch nicht sonderlich hervortrat. Nach dem Tode ihres Mannes verließ sie 1822 das Hofburgtheater und ging in Pension.

„Magdalena Ochsenheimer war glücklich in naiven und schnippischen Rollen, nur scheint sie die Ungezwungenheit in dem Maße übertrieben zu haben, daß es nicht selten die Liebenswürdigkeit ihrer Darstellungen beeinträchtigte.“